# Eldridge (Iowa)
Eldridge é uma cidade localizada no estado americano de Iowa, no Condado de Scott.

## Demografia
Segundo o censo americano de 2000, a sua população era de 4159 habitantes.
Em 2006, foi estimada uma população de 4634, um aumento de 475 (11.4%).

## Geografia
De acordo com o United States Census Bureau tem uma área de
24,4 km², dos quais 24,4 km² cobertos por terra e 0,0 km² cobertos por água. Eldridge localiza-se a aproximadamente 243 m acima do nível do mar.

## Localidades na vizinhança
O diagrama seguinte representa as localidades num raio de 12 km ao redor de Eldridge.